# La Ilustración: periódico quincenal
“La Ilustración: periódico quincenal” va ser un diari editat a Barcelona per Carlos Custí i Riu (l'editor) entre el gener de 1859 i el maig d'aquell mateix any.
La primera publicació d'aquest medi, data del dia 1 de gener de 1859. La subscripció al diari costava tres rals i era l'única manera d'aconseguir les publicacions, ja que no es venien números per separat. Els punts de subscripció eren les principals llibreries del regne d'Espanya i la papereria dels germans Sala (Barcelona, Calle de la Unión, nº 3). La publicació era quinzenal, és a dir, una cada quinze dies.
El diari compta amb deu números respectant així el seu caràcter quinzenal, ja que només es va publicar durant cinc mesos. La temàtica de les publicacions va ser molt diversa. Era un diari on es tractaven temes com la falconeria, l'agricultura, fets històrics rellevants, novetats, contes i relats curts, cultura, música, endevinalles i enigmes... Tot, això si, amb una visió molt subjectiva de l'autor del text, que impregnava d'opinions els escrits. A més a més, el diari sobretot recopilava molts textos de lectors, autors i altres tercers. A causa d'aquest caire macedònic, el diari no comptava amb seccions fixes, amb l'excepció, però, del «Geroglìfico», una endevinalla que es repetia cada número consistent en un seguit d'imatges que formaven una paraula que el lector havia de deduir. Les respostes eren donades al següent número.
El final d'aquestes publicacions va ser anunciat al número del 15 de maig del 1859, on en un text amb el títol de “A los señores suscritores de la Ilustración” s'explicava que la decisió de tancar el diari era el resultat d'un conveni pactat amb l'editor d'un altre diari il·lustrat i que el medi comptava amb 720 subscriptors (420 d'aquests eren de Barcelona), un número suficient per cobrir Portada del primer número de "La Ilustración: periódico quincenal" de 1859 despeses, però no suficient per parlar i portar l'actualitat amb tota la freqüència que haurien volgut. A més a més, s'aclaria que els subscriptors que tinguessin pagat algun número per avançat, presentant el rebut podrien reclamar els diners corresponents.

## Relació de directors, redactors i col·laboradors
| NOM                             | CÀRREC/ FUNCIÓ                | Números en el que ha estat involucrat (ordenat en ordre d'aparició) |
| Carlos Custí i Riu              | Editor                        | 1-10                                                                |
| D. Francisco Nubiola            | Encarregat de correspondència | 1-10                                                                |
| ------------------------------- | ----------------------------- | ------------------------------------------------------------------- |
| E. Comas i Soler                | Director i redactor           | 1-10                                                                |
| Julio Gerard                    | redactor                      | 1-3                                                                 |
| Joaquín Mola i Martínez         | redactor                      | 1-3, 10                                                             |
| Modesto Costa i Turell          | redactor                      | 1-2                                                                 |
| Manuel Rimont                   | redactor                      | 1                                                                   |
| Flores                          | redactor                      | 1,3                                                                 |
| Antonio Arnao                   | redactor                      | 1                                                                   |
| Juan Bautista Ferrer            | redactor                      | 1,4                                                                 |
| Ferran Caballero                | redactor                      | 1                                                                   |
| G. Armando Larrossa             | redactor                      | 1                                                                   |
| Julio Barceló                   | redactor                      | 2-8                                                                 |
| Julio Bravo                     | redactor                      | 2-8                                                                 |
| Miguel Maló                     | redactor                      | 2                                                                   |
| Francisco C. Eche               | redactor                      | 2                                                                   |
| Candida Dardalla                | redactor                      | 2                                                                   |
| L. Cardona                      | redactor                      | 3                                                                   |
| Luís de Eguilar                 | redactor                      | 3                                                                   |
| Antonio Costal                  | redactor                      | 3                                                                   |
| José Seglas i Carrasco          | redactor                      | 4                                                                   |
| M. Ripalda                      | redactor                      | 4                                                                   |
| Benito Vicetto i Pérez          | redactor                      | 4-5                                                                 |
| Juan Ramos Igualada             | redactor                      | 4                                                                   |
| R.P                             | redactor                      | 5-6                                                                 |
| Maria del Pilar Sinues de Marco | redactor                      | 5                                                                   |
| V.J. Bastus                     | redactor                      | 6                                                                   |
| R                               | redactor                      | 6                                                                   |
| T.H                             | redactor                      | 7                                                                   |
| Andrés de Ferran                | redactor                      | 7                                                                   |
| Eduardo G. Pedroso              | redactor                      | 7                                                                   |
| M.M                             | redactor                      | 8                                                                   |
| E.F                             | redactor                      | 8                                                                   |
| Angelina Ortolassi              | redactor                      | 8                                                                   |
| Antonio de Truela               | redactor                      | 8                                                                   |
| José Pedroso                    | redactor                      | 9                                                                   |
| V.J.B                           | redactor                      | 9                                                                   |
| T.M                             |                               | 9                                                                   |